# Fernandezia aurantiaca
Fernandezia aurantiaca är en orkidéart som beskrevs av Karlheinz Senghas. Fernandezia aurantiaca ingår i släktet Fernandezia och familjen orkidéer.
Artens utbredningsområde är Ecuador. Inga underarter finns listade i Catalogue of Life.